# Милорад Драгојевић
Милорад Драгојевић (Србица, 1932) српски је генерал у пензији. После завршетка Машинског факултета у Београду, као војни стипендиста, запослио се у Војнотехничком институту (ВТИ). Водио је пројекте гусеничних возила, бавио се непосредним истраживањима и у тој области је докторирао. Стручно је водио и био носилац концепције најсложенијих, мултидисциплинарних пројеката на којима је био ангажован готово цео Институт. У својству професора водио је последипломску наставу на Машинском факултету за предмет „Борбена возила“. На крају је био директор те највеће научноистраживачке установе у СФРЈ. Пензионисан је крајем 1993. на дужности помоћник министра одбране за Војно-привредни сектор у чину генерал-потпуковника.

## Биографија
Рођен је 24. септембра 1932. у Пољанцу код Србице. Средњу школу завршио је у Косовској Митровици, а Машински факултет у Београду 1959. године. Као војни стипендиста исте године је почео да ради у Машинском институту ЈНА. Како је у то време постојало десетак сличних институција за више области, које су покривале потреба ЈНА, тек њиховом интеграцијом 1972. године формиран је Војнотехнички институт КоВ-а, а тиме су створене основне претпоставке за успешан научноистра-живачки и развојни рад. 
Како у то време нису постојали ни основни услови за рад, како због недостатка пројеката и финансијских средстава, тако и стручног искуства и лабораторијске опреме – нашао се у дилеми остати или тражити други посао. Опредељујући се за преноснике снаге возила, сакупио је узорке гусеничних возила страног порекла, раставио их, изучио, извршио нумеричку анализу, испитао материјале и дошао до зак-ључка да сваки даљи рад у тој области подразумева, због високих напрезања, стварање посебне методе нумеричке анализе. Школска литература се због уопштености није могла користити, а страна због поверљивости није била доступна. Више година је стварао своје методе нумеричке анализе и све то објављивао у часописима Мотори и моторна возила, Научно-техничком прегледу и у виду саопштења Института. Научно-технички преглед је издавао ВТИ, и у њему су се објављивали оригинални научни и стручни радови не само припадника у Армији, већи и оних са факултета и института у земљи, и у облику размене достављан је и ван земље.
 Непрекидно је излазио под тим називом читавих педесетак година, да би у новим условима променио назив у „Scientific Technical Review“.
Оцењујући да је ниво оптерећења елемената преносника снаге веома критичан, специфицирао је тему под називом: Повећање носивости зупчаника корекцијом и избор рационалног фактора корекције и доставио је службама ОУН. Добио је сагла-сност да по месец дана борави у Пољској (у фабрици аутомобила), Чехословачкој (у фабрици трактора) и у СССР-у у савезном аутомобилском институту (НАМИ). Непосредну корист за ту тему, која је могла бити и теза за дисертацију, није имао, али је кроз разговор са стручњацима и увид у ниво технологија у погонима схватио ниво науке и истраживачког рада у земљама Источног блока. Међутим, водио је корисне разговоре са некадашњим директором НАМИ, професором Осепјаном, о његовом искуству у раду у Институту и као саветника у Кини, и о томе како би се, као почетник, по сваку цену требало борити за конкретне инжењерске пројекте. 
Крајем шездесетих година, у једној критичној међународној ситуацији за нашу државу, када су домаћи оклопни транспортери ОТ М60 због кварова били готово непокретни и због немогућности увоза (иначе застарелог система за управљање), прихватио је да у року од две године: пројектује, реализује решење, испита и уведе у серијску производњу савремен систем за управљање возила. То је била немогућа мисија чак и да је добио рок више од пет година. На томе је радио даноноћно, реализовао је веома служене планетарне склопове без уобичајених алата и систем је уведен у серијску производњу, само на основу прототипских испитивања. Фабрика ФАМОС му је доделила прву Златну значку предузећа. (Због постигнутих резултата ушао је у нови „Војни лексикон“, Војноиздавачки завод, 1981. у коме су, по правилу, места била резервисана само за генерале).
После успешног завршетка претходног пројекта, прихватио је да за ФАМОС пројектује фамилију синхронизованих и несинхронизованих мењача за тешка привредна возила. Колико је то био у сваком погледу ризичан подухват, најбоље указује чињеница да ни пре тога, као ни до данашњег дана, нико на просторима некадашње државе није реализовао пројекат аутомобилског мењач било које категорије.  Испитани прототипови у потпуности су испунили постављене захтеве.
Тактичко-технички захтеви за ново борбено возило пешадије били су знатно тежи од оних по којима је реализовано совјетско возило исте категорије. Другим речима, многи захтеви су међусобно били противречни и нереални. Из тога је произлазило да трансмисија мора да буде знатно лакша и мањих габарита од оне на савремено совјетском возилу, да омогући у сваком степену преноса по један прорачунски полупречник заокрета, сигурно управљање на сувом и ефикасан заокрет око једне гусенице при пловљењу на води.
 Другим речима, у свету није постајала трансмисија таквих карактеристика, нити се могла набавити слична из увоза. На основу претходних сопствених истраживања могућих шема трансмисија у блоку за гусенична возила, пројектовао је и реализовао, по свим параметрима, оригиналну трансмисију у блоку, без икаквих конструкционих и производних проблема. Она му је послужила као основа за докторску дисертацију, коју је одбранио 1974. године.
Због државне одлуком де се у земљи трајно развија тенковски програм, морао је у кратком временском периоду да у ВТИ-у, од одељења са педесетак стручњака, формира Сектор са нових сто педесет. Да би се ново примљени стручњаци оспособили за ту специфичну проблематику и били мотивисани за добијање научних звања, Машинском факултету у Београду предложио је да се отвори предмет „Борбена возила“. Изабран је за професора тог факултета, и више година одржавао је наставу на постдипломским студијама, тако да је двадесетак припадника Сектора стекло научно звања магистра или доктора наука. 
Био је руководилац пројекта КАПЕЛА у ВТИ-у за сва истраживања, модификације, развој домаћих специјалних материјала, техничку документацију и помоћ произвођачима у освајању тенка. На томе је више година било ангажовано неколико стотина истраживача. Посебно су биле значајне модификације уградња Система за управљање ватром, развојем мотора снаге од 1000 КС и уградња значајног броја компонената из постојећег домаћег програма. Тако да се наш тен разликовао од добијеног по лиценци за око 60%. 
За потреба Кувајта на тенку је обављено око двадесет модификација. Водио је дуге и компликоване разговоре са стручњацима те земље, обављао демонстрације и презентације армијском врху, и након упоредних испитивања нашег, америчког и совјетског тенка, одлучили су се за куповину нашег.
Наш тенк је приказао генералштабовима Ирана и Пакистана. У Пакистану су на основу комплетних теренских испитивања у најежим временским и теренским условима, донели одлуку да за потребе армије купе наш тенк. Међутим, распад земље прекинуо је тај значајни аранжман, као и много свеобухватнији са Ираном.
У оквиру научнотехничке сарадње боравио је у Мађарској, Грчкој, Египту, Ираку, СР Немачкој, ДДР Немачкој, Енглеској, Француској, САД и СССР-у.
За обиман и веома значајан научноистраживачки рад одликован је: Орденом за војна заслуге са сребрним мачевима, Орденом народне армије са сребрном звездом, Орденом за војне заслуге са златним мачевима, Орденом народне армије са златном звездом, Орденом рада са црвеном заставом и Орденом за војне заслуге са великом звездом. Два пута је ванредно унапређен и три пута је добио Награду 22. децембар која се, по правилнику, могла дати само једанпут. Објавио је велики број чланака, а само они који су нашли ширу примену у развоју преносника снаге, приказани су на крају овог текста. 
Поводом 3. новембра – Дана Војнотехничког института, петнаестак година након одласка у пензију, додељено му је ново установљено признање „Плакета Архимед“. У позадини плакете приказан је рељеф из мозаика „Архимед“, сликара Лазара Возаревића, који се од 1968. године налази у управној згради ВТИ. То чувено уметничко дело, својим порукама, остављало је дубок утисак на пролазнике и подстицало их на размишљање о могућем коначном крају постојања у тој импозантној модерној згради посебне намене.